# Список византийских императоров
Представлен спи́сок импера́торов Византи́и в хронологическом порядке. Правители Византии считали себя наследниками Рима, «ромеями», и носили восходящие к нему титулы. По-гречески императоров чаще всего именовали автократорами (греч. Αὐτοκράτωρ — самодержец). Курсивом выделены узурпаторы. Жирным шрифтом в таблицах выделены даты периодов с преимущественным политическим влиянием описываемого лица (важно при наличии его соправителей).

## Империя до 1204 года
Первым императором Рима стал Октавиан Август 13 января 27 года до н. э. В 395 году империя была окончательно поделена на Западную Римскую империю и Восточную Римскую империю. В 476 году был свергнут последний Западно-римский император Ромул Август. Западная Римская империя пала, а Восточная Римская империя, которая позже стала называться историками Византией, продолжала существовать ещё около тысячи лет, до 1453 года, когда Константинополь был захвачен турками-османами, с перерывом с 1204 по 1261 год, когда Константинополь был захвачен крестоносцами. Выделение восточных областей Римской империи в самостоятельное государство началось в период «тетра́рхии» (греч. τετραρχία — «правление четырёх»), системы управления, введённой императором Диоклетианом в 293 году и продолжавшейся до 313 года. В 285 году Диоклетиан назначил военачальника Максимиана младшим соправителем («цезарем»), а в 286 году — «августом», при этом Диоклетиан управлял восточной половиной империи, а Максимиан — западной. В 293 году посчитав, что военные и гражданские проблемы требуют специализации, дополнительно были назначены двое цезарей в помощники августам: Галерий и Констанций Хлор. Предполагалось, что августы будут отрекаться после 20-летнего правления, а власть будет переходить к цезарям. Четырьмя столицами тетрархов были:
- Никомедия в Малой Азии (сейчас Измит в Турции), была столицей восточного и главнейшего августа. В таблице — EA
- Сирмий (сейчас Сремска-Митровица в районе Воеводина современной Сербии, была столицей восточного цезаря. В таблице — EC
- Медиолан (сейчас Милан, около Альп) был столицей западного августа. В таблице — WA
- Августа Треверорум (сейчас Трир, в Германии) была столицей западного цезаря. В таблице — WC

### Династия Константина (2-я Флавиев)
Включены императоры начиная с 330 года (основание Константинополя), управлявшие префектурами Восток и Иллирик, ставшими основой территории Византии. Также включён Ганнибалиан Младший, не носивший формального императорского титула, но возвышенный Константином I и получивший уникальный для Рима титул «царя царей» (знатнейший властитель — rex nobilissimus). Отмечены также не принадлежавшие династии Ветранион и Иовиан.
| Имя                                                                                       | Имя на русском языке                                              | Портрет | Годы правления | Приход к власти                                                                                   | Соправители | Годы жизни                                                                   | Пр.    |
| ----------------------------------------------------------------------------------------- | ----------------------------------------------------------------- | ------- | --- | ------------------------------------------------------------------------------------------------- | --- | ---------------------------------------------------------------------------- | ------ |
| Константин I Великий лат. Flavius Valerius Aurelius Constantinus                          | Флавий Валерий Аврелий Константин                                 |         | 25 июля 306 — 29 октября 312 (WC) 29 октября 312 — 19 сентября 324 (WA) 19 сентября 324 — 22 мая 337 (полный император)                                                                                           | сын Констанция I Хлора, провозглашён по его настоянию                                             | Максимиан (WA), Галерий (EA), Флавий Север (WA), Максимин II Дайа (EC) и (EA), Лициний (WC), (WA) и (EA), Валент I (WA), Мартиниан (WA), Крисп, Константин II, Констанций II, Констант, Далмаций Младший, Ганнибалиан Младший | 27 февраля 272, Наисс — 22 мая 337, Никомедия                                | [ 5 ]  |
| Константин II лат. Flavius Claudius Constantinus                                          | Флавий Клавдий Константин                                         |         | 1 марта 317 — 22 мая 337 (WC) 22 мая 337—340 (Галлия, Испания и Британия) в соправлении с братьями Констанцием II и Константом, погиб в битве с Константом                                                        | старший сын Константина Великого от второго брака с Фаустой; назначен Константином Великим        | Константин I Великий (WA), Лициний (EA), Крисп, Констанций II, Констант, Далмаций Младший, Ганнибалиан Младший | февраль 317, Арелат — 340, Аквилея                                           | [ 6 ]  |
| Констанций II лат. Flavius Julius Constantius                                             | Флавий Юлий Констанций                                            |         | 13 ноября 324 — 22 мая 337 (цезарь) 22 мая 337—340 (азиатские провинции) в соправлении с братьями Константином II и Константом 340—350 (восточная часть) в соправлении с Константом 350 — 3 ноября 361 единолично | 2-й сын Константина Великого от второго брака с Фаустой; назначен Константином Великим            | Константин I Великий (WA), Константин II, Констант, Далмаций Младший, Ганнибалиан Младший, Констанций Галл, Ветранион, Юлиан II Отступник                                                                                     | 7 августа 317, Сирмий — 3 ноября 361, Мопсустия, Киликия                     | [ 7 ]  |
| Далмаций Младший лат. Flavius Dalmatius                                                   | Флавий Далмаций                                                   |         | 19 сентября 335—337 (цезарь) убит во время уничтожения родственников Константина I летом 337 года | старший сын Далмация Старшего, сводного брата Константина Великого; назначен Константином Великим | Константин I Великий (WA), Константин II, Констанций II, Констант, Ганнибалиан Младший | ум. летом (?) 337                                                            | [ 8 ]  |
| Ганнибалиан Младший лат. Flavius Hannibalianus                                            | Флавий Ганнибалиан                                                |         | 335 — сентябрь 337 («царь царей и народа Понта») убит во время уничтожения родственников Константина I летом 337 года                                                                                             | младший сын Далмация Старшего, сводного брата Константина Великого; назначен Константином Великим | Константин I Великий (WA), Константин II, Констанций II, Констант, Далмаций Младший | ум. летом (?) 337                                                            | [ 9 ]  |
| Ветранион лат. Vetranio (полное имя не сохранилось)                                       | Ветранион (полное имя не сохранилось)                             |         | 1 марта — 25 декабря 350 (в Сирмии), лишён власти Констанцием II | Провозглашён войсками и признан Констанцием II                                                    | Констанций II | ?, Мёзия — 356, Сирмий                                                       | [ 10 ] |
| Констанций Галл лат. Flavius Claudius Constantius Gallus                                  | Флавий Клавдий Констанций Галл                                    |         | 15 марта 351—354 (цезарь) казнён Констанцием II | старший сын Юлия Констанция, брата Константина Великого; назначен Констанцием II                  | Констанций II | ок. 335, Масса — 354, Пола                                                   | [ 11 ] |
| Юлиан II Отступник лат. Flavius Claudius Julianus лат. Flavius Claudius Julianus Augustus | Флавий Клавдий Юлиан, как император — Флавий Клавдий Юлиан Август |         | 6 ноября 355 — февраль 360 (цезарь) февраль 360 — 3 ноября 361 (август) 3 ноября 361 — 26 июня 363 (единолично)                                                                                                   | младший сын Юлия Констанция, брата Константина Великого; назначен Констанцием II                  | Констанций II | 331 или 332, Константинополь — 26 июня 363, в битве при Маранге, Месопотамия | [ 12 ] |
| Иовиан лат. Flavius Claudius Iovianus                                                     | Флавий Клавдий Иовиан                                             |         | 27 июня 363 — 17 февраля 364 | Провозглашён войском после гибели Юлиана II Отступника                                            | | 330 или 331, Сингидунум — 17 февраля 364, Дадастана, Вифиния                 | [ 13 ] |

### Династия Валентиниана-Феодосия
Феодосий I, назначенный Грацианом соправителем, был связан с предшествующей династией браком на Галле, дочери Валентиниана I, поэтому часто говорят о единой династии Валентиниана-Феодосия, не разделяя её.
| Имя                                                                           | Имя на русском языке                                         | Портрет | Годы правления | Приход к власти                                                             | Соправители                                                                                 | Годы жизни                                              | Пр.                                       |
| ----------------------------------------------------------------------------- | ------------------------------------------------------------ | ------- | --- | --------------------------------------------------------------------------- | ------------------------------------------------------------------------------------------- | ------------------------------------------------------- | ----------------------------------------- |
| Валентиниан I лат. Flavius Valentinianus лат. Flavius Valentinianus Augustus  | Флавий Валентиниан как император — Флавий Валентиниан Август |         | 26 февраля — 28 марта 364 (единолично), 28 марта 364 — 17 ноября 375 (на Западе), соправитель Валента II                                                                                               | Провозглашён войсками, но принял управление лишь западной частью империи    | Валент II, Грациан                                                                          | 321, Кибала — 17 ноября 375, Брегецион, на Дунае        | [ 14 ]                                    |
| Валент II лат. Flavius Julius Valens лат. Flavius Julius Valens Augustus      | Флавий Юлий Валент как император — Флавий Юлий Валент Август |         | 28 марта 364 — 17 ноября 375, (на Востоке), соправитель Валентиниана I, 17 ноября 375 — 9 августа 378 (на Востоке), соправитель Грациана и Валентиниана II, погиб в сражении с готами                  | Брат Валентиниана I, назначен им                                            | Валентиниан I, Грациан, Валентиниан II                                                      | 328, Кибала — 9 августа 378, Адрианопольская битва      | [ 15 ]                                    |
| Прокопий лат. Procopius (полное имя не сохранилось)                           | Прокопий (полное имя не сохранилось)                         |         | 26 сентября 365 — 27 мая 366 (в Малой Азии), казнён Валентом II | Провозглашён войсками                                                       | Член династии Константина                                                                   | 325, Киликия — 27 мая 366, Фракия                       | [ 16 ]                                    |
| Грациан лат. Flavius Gratianus лат. Flavius Gratianus Augustus                | Флавий Грациан как император — Флавий Грациан Август         |         | 4 августа 367 — 17 ноября 375, соправитель отца на Западе, 17 ноября 375 — 25 августа 383 (на Западе), соправитель Валентиниана II, убит Магном Максимом                                               | Сын Валентиниана I, назначен им                                             | Валентиниан I, Валент II, Валентиниан II, Феодосий I Великий, противник — Магн Максим       | 18 апреля 359 год, Сирмий — 25 августа 383, Лугдунум    | [ 17 ]                                    |
| Валентиниан II лат. Flavius Valentinianus лат. Flavius Valentinianus Augustus | Флавий Валентиниан как император — Флавий Валентиниан Август |         | 375 — 25 августа 383, соправитель брата на Западе, 25 августа 383 — 15 мая 392, соправитель на Западе узурпатора Магна Максима, вероятно, убит по приказу Арбогаста                                    | Брат Грациана, назначен им                                                  | Валент II, Грациан, Феодосий I Великий,, Магн Максим                                        | 371 — 15 мая 392 год, Вьенн                             | [ 18 ]                                    |
| Магн Максим лат. Magnus Clemens Maximus                                       | Магн Клемент Максим                                          |         | 383 — 25 августа 383, противник Грациана, 25 августа 383—387, соправитель на Западе Валентиниана II, 387 — 28 августа 388, противник Валентиниана II и Феодосия I Великого, казнён Феодосием I Великим | Провозглашён войсками в Британии                                            | противник — Грациан, Валентиниан II, противник — Феодосий I Великий                         | ок. 335, Испания — 28 августа 388, Аквилея              | [ 19 ]                                    |
| Флавий Виктор лат. Flavius Victor                                             | Флавий Виктор                                                |         | 384 — август 388, соправитель отца — Магна Максима, казнён по приказу Феодосия I Великого | Сын Магна Максима, назначен им                                              | Магн Максим, Валентиниан II, противник — Феодосий I Великий                                 | ум. в августе 388, Августа Треверов                     | [ 20 ]                                    |
| Евгений лат. Flavius Eugenius                                                 | Флавий Евгений                                               |         | 22 августа 392 — 6 сентября 394, казнён Феодосием I Великим | Провозглашён с помощью Арбогаста                                            | противник — Феодосий I Великий                                                              | ум. 6 сентября 394, на р. Фригид (совр. Словения)       | [ 21 ]                                    |
| Феодосий I Великий лат. Flavius Theodosius лат. Flavius Theodosius Augustus   | Флавий Феодосий как император — Флавий Феодосий Август       |         | 19 января 379 — 15 мая 392 (на Востоке), 15 мая 392 — 17 января 395 (единолично) | назначен Грацианом                                                          | Грациан, Валентиниан II, Гонорий, Аркадий, противники — Магн Максим, Флавий Виктор, Евгений | 11 января 347, Кавка, Испания — 17 января 395, Медиолан | [ 22 ]                                    |
| Аркадий лат. Flavius Arcadius лат. Flavius Arcadius Augustus греч. Ἀρκάδιος   | Флавий Аркадий как император — Флавий Аркадий Август         |         | январь 383 — 17 января 395, соправитель с отцом — Феодосием I Великим, 17 января 395 — 1 мая 408 (на Востоке)                                                                                          | сын и соправитель Феодосия I Великого                                       | Феодосий I Великий, Гонорий, Феодосий II                                                    | 377, Испания — 1 мая 408, Константинополь               | [ 23 ] [ 24 ] [ 25 ] [ 26 ] [ 27 ] [ 28 ] |
| Феодосий II лат. Flavius Theodosius Junior греч. Θεοδόσιος Β'                 | Флавий Феодосий Юниор                                        |         | 402 — 1 мая 408, соправитель отца — Аркадия, 1 мая 408 — 28 июля 450, с 414 до 421 регентом являлась сестра — Пульхерия                                                                                | сын Аркадия                                                                 | Аркадий                                                                                     | 10 апреля 401 — 28 июля 450                             | [ 29 ] [ 30 ] [ 31 ] [ 32 ] [ 33 ]        |
| Маркиан лат. Flavius Marcianus                                                | Флавий Маркиан                                               |         | 450 — 27 января 457 | возведён на престол Пульхерией, сестрой Феодосия II, вышедшей за него замуж |                                                                                             | 392 или 396, Фракия — 27 января 457, Константинополь    | [ 34 ] [ 35 ]                             |

### Династия Львов
| Имя                                                     | Имя на русском языке                                                                 | Портрет | Годы правления | Приход к власти                                                                   | Соправители          | Годы жизни                                    | Пр.                  |
| ------------------------------------------------------- | ------------------------------------------------------------------------------------ | ------- | --- | --------------------------------------------------------------------------------- | -------------------- | --------------------------------------------- | -------------------- |
| Лев I Макелла лат. Flavius Valerius Leo греч. Λέων A′   | Флавий Валерий Лев                                                                   |         | 7 февраля 457 — 473 единолично 473 — 18 января 474 сделал соправителем внука Льва II                                                                     | Возведён на престол полководцем Аспаром                                           |                      | 401, Дакия — 18 января 474                    | [ 36 ] [ 37 ] [ 38 ] |
| Лев II лат. Flavius Leo Junior греч. Λέων Β′            | Флавий Лев Юниор                                                                     |         | 473 — 18 января 474 соправитель Льва I Макеллы 18 января — 9 февраля 474 единолично 9 февраля — 17 ноября 474 сделал соправителем Зенона                 | Внук и соправитель Льва I Макеллы, сын Зенона                                     | Лев I Макелла, Зенон | 467 — 17 ноября 474                           | [ 39 ] [ 40 ]        |
| Зенон греч. Ταρασικοδίσσα лат. Flavius Zeno греч. Ζήνων | Тарасикодисса, после женитьбы в 468 на Ариадне, дочери Льва I Макеллы — Флавий Зенон |         | 9 февраля — 17 ноября 474 соправитель Льва II 9 февраля 474 — 9 января 475 единолично, затем низложен Василиском август 476 — 9 апреля 491 (вернул трон) | Отец и соправитель Льва II                                                        | Лев II               | 425 — 9 апреля 491                            | [ 41 ]               |
| Василиск лат. Flavius Basiliscus греч. Βασιλίσκος       | Флавий Василиск                                                                      |         | 9 января 475 — август 476 низложен Зеноном, умер в заточении от голода                                                                                   | Брат Верины, жены Льва I, временно отстранил Зенона                               | Марк                 | ум. зимой 476/477, Каппадокия                 | [ 42 ]               |
| Марк лат. Marcus                                        | Марк                                                                                 | Марк    | 9 января 475 — август 476 низложен Зеноном, умер в заточении от голода                                                                                   | Сын Василиска, который присвоил сыну титул Августа, племянник Верины, жены Льва I | Василиск             | ум. зимой 476/477, Каппадокия                 | [ 42 ]               |
| Анастасий I лат. Flavius Anastasius греч. Ἀναστάσιος A΄ | Флавий Анастасий                                                                     |         | 11 апреля 491 — 9 июля 518 | Женился на Ариадне, вдове Зенона                                                  |                      | ок. 430, Дуррес — 9 июля 518, Константинополь | [ 43 ]               |

### Династия Юстиниана
| Имя | Имя на русском языке                                                       | Портрет | Годы правления                                                                                      | Приход к власти                                | Соправители           | Годы жизни                                                      | Пр.    |
| --- | -------------------------------------------------------------------------- | ------- | --------------------------------------------------------------------------------------------------- | ---------------------------------------------- | --------------------- | --------------------------------------------------------------- | ------ |
| Юстин I лат. Flavius Iustinus греч. Ἰουστίνος                                                                                       | Флавий Юстин                                                               |         | 518 — 1 апреля 527 (единолично) 1 апреля 527 — 1 августа 527 соправление с племянником Юстинианом I | Избран сенатом                                 | Юстиниан I            | ?, около Наисса — 1 августа 527, Константинополь                | [ 44 ] |
| Юстиниан I лат. Flavius Petrus Sabbatius Justinianus греч. Ιουστινιανός Α' (ο Μέγας)                                                | Флавий Пётр Савватий Юстиниан                                              |         | 1 апреля 527 — 1 августа 527 соправление с дядей Юстином I 1 августа 527 — 14 ноября 565 единолично | Племянник и соправитель Юстина I               | Юстин I               | 11 мая 483, Тавресий, Дардания — 14 ноября 565, Константинополь | [ 45 ] |
| Юстин II лат. Flavius Iustinus Iunior лат. Flavius Iustinus Iunior Augustus греч. Ιουστίνος Β                                       | Флавий Юстин Юниор как император — Флавий Юстин Юниор Август               |         | 15 ноября 565 — 574 единолично 574 — 26 сентября 578 соправление с Тиберием II Константином         | Племянник Юстиниана I                          | Тиберий II Константин | 520 — 4 октября 578                                             | [ 46 ] |
| Тиберий II Константин лат. Flavius Tiberius Constantinus лат. Flavius Tiberius Constantinus Augustus греч. Τιβέριος Β′ Κωνσταντίνος | Флавий Тиберий Константин как император — Флавий Тиберий Константин Август |         | 574 — 4 октября 578 соправление с Юстином II 4 октября 578 — 14 августа 582 единовластно            | Усыновлён Юстином II в 574 г.                  | Юстин II              | 520, Фракия — 14 августа 582                                    | [ 47 ] |
| Маврикий лат. Flavius Mauricius Tiberius лат. Flavius Mauricius Tiberius Augustus греч. Μαυρίκιος                                   | Флавий Маврикий Тиберий как император — Флавий Маврикий Тиберий Август     |         | 14 августа 582 — 23 ноября 602 обезглавлен по приказу узурпатора Фоки                               | Зять Тиберия II Константина                    |                       | 539, Аравис, Каппадокия — 27 ноября 602, Халкидон               | [ 48 ] |
| Фока лат. Flavius Phocas лат. Flavius Phocas Augustus греч. Φωκᾶς                                                                   | Флавий Фока как император — Флавий Фока Август                             |         | 23 ноября 602 — 5 октября 610 свергнут будущим императором Ираклием I, растерзан народом            | Провозглашён войсками, сверг и казнил Маврикия |                       | ум. 5 октября 610, Константинополь                              | [ 49 ] |

### Династия Ираклия
| Имя                                                                                              | Имя на русском языке                                 | Портрет | Годы правления | Приход к власти                                               | Соправители                   | Годы жизни                                    | Пр.    |
| ------------------------------------------------------------------------------------------------ | ---------------------------------------------------- | ------- | --- | ------------------------------------------------------------- | ----------------------------- | --------------------------------------------- | ------ |
| Ираклий I лат. Flavius Heraclius лат. Flavius Heraclius Augustus греч. Ηράκλειος; арм. Հէրակլիոս | Флавий Ираклий как император — Флавий Ираклий Август |         | 5 октября 610 — 612 (единолично) 612 — 11 февраля 641 сделал соправителем сына Константина III 638 — 11 февраля 641 сделал соправителем младшего сына Ираклеона | Отец — экзарх Африки Ираклий; с его помощью сверг Фоку        | Константин III Ираклий II     | 574, Каппадокия — 11 февраля 641              | [ 50 ] |
| Константин III лат. Heraclius Novus Constantinus греч. Κωνσταντίνος Γ' Ηράκλειος                 | Ираклий Нов Константин                               |         | 612 — 641 в соправлении с отцом Ираклием I 638 — 641 в соправлении с отцом Ираклием I и братом Ираклием II 11 февраля — 24 мая 641 в соправлении с братом Ираклием II | Старший сын Ираклия I (от первого брака)                      | Ираклий I Ираклий II          | 3 мая 612 — 24 мая 641, Константинополь       | [ 51 ] |
| Ираклий II лат. Constantinus Heraclionus греч. Ηράκλειος Β′                                      | Константин Ираклион                                  |         | 11 февраля — 24 мая 641 в соправлении с братом Константином III 24 мая — сентябрь 641 единолично; отрешён сенатом и отправлен в ссылку | Младший сын Ираклия I (от второго брака)                      | Ираклий I Константин III      | 626, Лазика — 641                             | [ 52 ] |
| Констант II греч. Κώνστας Β' Ηράκλειος                                                           | Констант Ираклий                                     |         | сентябрь 641 — 15 сентября 654 (единолично) 654 — 15 сентября 668 сделал соправителем сына Константина IV 659 — 15 сентября 668 сделал соправителями сыновей Тиверия и Ираклия убит заговорщиками во время купания                                                          | Сын Константина III и внук Ираклия I                          | Константин IV Тиверий Ираклий | 7 ноября 630 — 15 сентября 668, Сиракузы      | [ 53 ] |
| Константин IV греч. Κωνσταντίνος Δ' (ο Πωγώνατος) лат. Constantinus IV                           | Константин (Погонат: Бородатый)                      |         | 654 — 659 в соправлении с отцом Константом II 659 — 668 в соправлении с отцом Константом II и братьями Ираклием и Тиверием 668 — 681 в соправлении с братьями Ираклием и Тиверием 681 — 10 июля 685 (единолично) умер от дизентерии                                         | Сын Константа II                                              | Констант II Тиверий Ираклий   | 652 — 10 июля 685, Константинополь            | [ 54 ] |
| Юстиниан II греч. Ιουστινιανός Β' (ο Ρινότμητος)                                                 | Юстиниан (Ринотмет: Безносый)                        |         | 10 июля 685 — 695 свергнут Леонтием и отправлен в ссылку в Херсонес 705 — 706 (единолично) свергнут Леонтием и отправлен в ссылку в Херсонес вернулся на трон, свергнув Тиверия III 706 — 711 сделал соправителем сына Тиверия IV был низложен Филиппиком Варданом и казнён | Сын Константина IV, назначен преемником                       |                               | 669 — 11 декабря 711, Константинополь         | [ 55 ] |
| Леонтий греч. Λεόντιος                                                                           | Леонтий                                              |         | 695—698 свергнут Тиверием III, а затем вместе с ним казнён Юстинианом II | Совершил переворот, свергнув и отправив в ссылку Юстиниана II |                               | ум. 15 февраля 706, Константинополь           | [ 56 ] |
| Тиверий III греч. Αψίμαρος греч. Τιβέριος Γ' лат. Tiberius III                                   | Апсимар, как император — Тиверий                     |         | 698—705 свергнут Юстинианом II, а затем им казнён вместе с Леонтием | Провозглашён войсками, низложил и заточил в монастырь Леонтия |                               | ?, Памфилия — 15 февраля 706, Константинополь | [ 57 ] |
| Филиппик Вардан греч. Φιλιππικὸς Βαρδάνης лат. Philippicus Bardanes                              | Филиппик Вардан                                      |         | 11 декабря 711 — 3 июня 713 свергнут своим секретарём Артемием, принявшим затем имя Анастасий II | Провозглашён войсками, низложил и казнил Юстиниана II         |                               | ум. 713                                       | [ 58 ] |
| Анастасий II греч. Ἀρτέμιος лат. Artemius греч. Ἀναστάσιος Β΄ лат. Anastasius II                 | Артемий, как император — Анастасий                   |         | 3 июня 713 — май 715 низложен Феодосием III постригся в монахи | В результате заговора сверг Филиппика Вардана                 |                               | ум. 718                                       | [ 59 ] |
| Феодосий III греч. Θεοδόσιος Γ΄ лат. Theodosius III                                              | Феодосий                                             |         | май 715 — 25 марта 717 низложен стратигом Львом III Исавром, удалился в монастырь в Эфесе | Провозглашён войсками, низложил Анастасия II                  |                               | ум. после 754, Эфес                           | [ 60 ] |

### Исаврийская династия
| Имя                                                  | Имя на русском языке  | Портрет | Годы правления | Приход к власти                                                       | Соправители                             | Годы жизни                                | Пр.    |
| ---------------------------------------------------- | --------------------- | ------- | --- | --------------------------------------------------------------------- | --------------------------------------- | ----------------------------------------- | ------ |
| Лев III Исавр греч. Λέων Γ΄ (ο Ίσαυρος) лат. Leo III | Лев                   |         | 25 марта 717 — 18 июня 741 | Низложил и заставил отречься в свою пользу Феодосия III               |                                         | 685, Германикия, Малая Азия — 18 июня 741 | [ 61 ] |
| Константин V греч. Κωνσταντίνος Ε΄ (ο Κοπρώνυμος)    | Константин (Копроним) |         | 18 июня 741 — 14 сентября 775 до ноября 743 контролировал только Малую Азию | Сын Льва III Исавра                                                   | противник — Артавазд                    | июль 718 — 14 сентября 775                | [ 62 ] |
| Артавазд греч. Ἀρταύασδος арм. Արտավազդ              | Артавазд              |         | июнь 741 — 2 ноября 743 (кроме Малой Азии), после победы Константина V был ослеплён и сослан в монастырь                                                                       | Провозглашён войсками                                                 | противник — Константин V                | ум. 743                                   | [ 63 ] |
| Лев IV Хазар греч. Λέων Δ' (o Χαζάρος)               | Лев                   |         | 25 марта 775 — 776 (единолично) 776 — 8 сентября 780 сделал соправителем сына Константина VI                                                                                   | Сын Константина V                                                     | Константин VI                           | 25 января 750 — 8 сентября 780            | [ 64 ] |
| Константин VI греч. Κωνσταντίνος Ϛ΄                  | Константин            |         | 776 — 8 сентября 780 соправитель отца Льва IV Хазара 8 сентября 780 — декабрь 790 при регентстве матери Ирины декабрь 790 — 15 августа 797 единолично, свергнут матерью Ириной | Сын Льва IV Хазара                                                    | Лев IV Хазар, регентство матери — Ирины | 14 января 771 — 797                       | [ 65 ] |
| Ирина греч. Ειρήνη                                   | Ирина                 |         | 8 сентября 780 — декабрь 790 регент над сыном Константином VI 15 августа 797 — 31 октября 802 единолично, свергнута Никифором I                                                | Жена Льва IV Хазара, мать Константина VI, свергла сына 15 августа 797 | регент над сыном Константином VI        | ок. 752 — 9 августа 803, остров Лесбос    | [ 66 ] |

### Династия Никифора
| Имя                                                                      | Имя на русском языке              | Портрет | Годы правления | Приход к власти                                                          | Соправители       | Годы жизни                                                                   | Пр.    |
| ------------------------------------------------------------------------ | --------------------------------- | ------- | --- | ------------------------------------------------------------------------ | ----------------- | ---------------------------------------------------------------------------- | ------ |
| Никифор I греч. Νικηφόρος Α'                                             | Никифор                           |         | 31 октября 802 — 803 единолично 803 — 26 июля 811 назначил в соправители сына Ставракия, погиб в битве с болгарским ханом Крумом                                                                          | Казначей при дворе Ирины, которую сверг                                  | Ставракий         | 760, Селевкия Сидера, Писидия — 26 июля 811, Вырбишский проход через Балканы | [ 67 ] |
| Ставракий греч. Σταυράκιος                                               | Ставракий                         |         | 803 — 26 июля 811 соправитель отца Никифора I 26 июля — 2 октября 811 единолично, низложен Михаилом I Рангаве                                                                                             | Сын и соправитель Никифора I                                             | Никифор I         | ум. 11 января 812, в монастыре                                               | [ 67 ] |
| Михаил I Рангаве греч. Μιχαήλ Α' Ραγκαβής лат. Michael Rangabes Ignatios | Михаил Рангаве Игнатий            |         | 2 октября 811 — 11 июля 813 отрекся и ушёл в монастырь после провозглашения императором Льва V Армянина                                                                                                   | Зять Никифора I, низложил больного Ставракия                             |                   | ум. 11 января 844                                                            | [ 67 ] |
| Лев V Армянин арм. Լեւոն Արծրունի греч. Λέων Ε' (ο Αρμένιος) лат. Leo V  | Левон Арцруни как император — Лев |         | 11 июля 813 — 23 декабря 813 единолично 23 декабря 813 — 25 декабря 820 сделал соправителем сына Константина Симбата, убит приверженцами Михаила Травла во время рождественской службы в соборе св. Софии | Провозглашён войсками, добился отречения в свою пользу Михаила I Рангаве | Константин Симбат | 775 — 25 декабря 820, Константинополь                                        | [ 67 ] |
| Константин Симбат греч. Συμβάτιος греч. Κωνσταντίνος                     | Симбат как император — Константин |         | 23 декабря 813 — 25 декабря 820 убит приверженцами Михаила Травла во время рождественской службы в соборе св. Софии                                                                                       | Сын и соправитель Льва V Армянина                                        | Лев V Армянин     | ум. 25 декабря 820, Константинополь                                          | [ 67 ] |

### Аморийская (Фригийская) династия
| Имя                                         | Имя на русском языке | Портрет | Годы правления | Приход к власти                            | Соправители                                          | Годы жизни                                       | Пр.    |
| ------------------------------------------- | -------------------- | ------- | --- | ------------------------------------------ | ---------------------------------------------------- | ------------------------------------------------ | ------ |
| Михаил II Травл греч. Μιχαήλ Β' (ο Τραυλός) | Михаил               |         | 25 декабря 820 — 821 единолично 821 — 2 октября 829 сделал соправителем сына Феофила | Организовал заговор против Льва V Армянина | Феофил                                               | ум. 2 октября 829                                | [ 67 ] |
| Феофил греч. Θεόφιλος                       | Феофил               |         | 821 — 2 октября 829 соправитель отца Михаила II Травла 2 октября 829—840 единолично 840 — 20 января 842 сделал соправителем сына Михаила III                                                                                      | Сын и соправитель Михаила II Травла        | Михаил II Травл, Михаил III                          | 813 — 20 января 842                              | [ 67 ] |
| Михаил III греч. Μιχαήλ Γ' (ο Μέθυσος)      | Михаил (Пьяница)     |         | 840 — 20 января 842 соправитель отца Феофила 20 января 842 — 856 с регентом — матерью Феодорой 856 — 26 мая 866 единолично 26 мая 866 — 24 сентября 867 сделал соправителем Василия Македонянина, приверженцами которого был убит | Сын и соправитель Феофила                  | Феофил, регент — мать Феодора, Василий I Македонянин | 19 января 840 — 24 сентября 867, Константинополь | [ 67 ] |

### Македонская династия
Желтоватым фоном в данном разделе выделены представители рода Лакапинов, которые были соправителями Константина VII Багрянородного с 920 по 945 годы и фактически управляли государством.
Завершающие этот раздел Михаил VI Стратиотик и Исаак I Комнин к членам династии не относятся и являются переходными фигурами к династии Дука.
| Имя                                                                              | Имя на русском языке                  | Портрет            | Годы правления | Приход к власти | Соправители | Годы жизни                                                                | Пр.    |
| -------------------------------------------------------------------------------- | ------------------------------------- | ------------------ | --- | --- | --- | ------------------------------------------------------------------------- | ------ |
| Василий I Македонянин греч. Βασίλειος Α΄ (ο Μακεδών) арм. Բարսեղ Ա Մակեդոնացի    | Василий                               |                    | 26 мая 866 — 24 сентября 867 соправитель Михаила III 24 сентября 867 — 29 августа 886 единолично, при этом: 6 января 868 — 3 сентября 879 его соправителем был сын Константин Македонянин с 870 сделал соправителем 2-го сына Льва VI с 879 сделал соправителем 3-го сына Александра | Стал соправителем Михаила III и организовал его убийство                                                                              | Михаил III, Константин Македонянин, Лев VI, Александр                                                              | ок. 811 — 29 августа 886, погиб на охоте                                  | [ 67 ] |
| Константин Македонянин греч. Κωνσταντίνος Μακεδών                                | Константин                            |                    | 6 января 868 — 3 сентября 879 соправитель Василия I Македонянина кроме того, с 870 соправитель брата Льва VI | Старший сын и соправитель Василия I Македонянина                                                                                      | Василий I Македонянин, Лев VI                                                                                      | ум. 3 сентября 879                                                        | [ 67 ] |
| Лев VI греч. Λέων ΣΤ΄ Μακεδών (ο Σοφός)                                          | Лев Мудрый                            |                    | с 870 соправитель отца Василия I Македонянина и брата Константина Македонянина с 3 сентября 879 соправитель отца Василия I Македонянина и с 879 брата Александра 29 августа 886 — 15 мая 908 соправитель брата Александра 15 мая 908 — 11 мая 912 соправитель брата Александра и своего сына Константина VII Багрянородного | Сын (возможно, неродной) и соправитель Василия I Македонянина                                                                         | Василий I Македонянин, Константин Македонянин, Александр, Константин VII Багрянородный                             | 19 сентября 866 — 11 мая 912, Константинополь                             | [ 67 ] |
| Александр греч. Αλέξανδρος Μακεδών                                               | Александр                             |                    | с 879 соправитель отца Василия I Македонянина и брата Льва VI с 29 августа 886 соправитель брата Льва VI 15 мая 908 — 11 мая 912 соправитель брата Льва VI и племянника Константина VII Багрянородного 11 мая 912 — 6 июня 913 соправитель племянника Константина VII Багрянородного | Сын и соправитель Василия I Македонянина                                                                                              | Василий I Македонянин, Лев VI, Константин VII Багрянородный                                                        | 870, Константинополь — 6 июня 913, Константинополь                        | [ 67 ] |
| Константин VII Багрянородный греч. Κωνσταντίνος Ζ' Μακεδών (ο Πορφυρογέννητος)   | Константин                            |                    | с 15 мая 908 соправитель отца Льва VI и дяди Александра 11 мая 912 — 6 июня 913 соправитель дяди Александра с 6 июня 913 правил с участием регентов с 17 мая 920 сделал соправителем тестя Романа I Лакапина, а затем и его сыновей: с 20 мая 921 по 14 августа 931 — Христофора, с 25 декабря 924 — Стефана, с 25 декабря 924 — Стефана и Константина Лакапина, а затем и сыновей Христофора: с 927 — Романа Лакапина, с 14 августа 931 — Михаила Лакапина, но с 26 января 945 прекратил соправление 4-х последних 26 января 945 — 9 ноября 959 правил единовластно, при этом с 6 апреля 945 сделал соправителем сына Романа II | Сын и соправитель Льва VI, племянник Александра                                                                                       | Лев VI, Александр, Роман I Лакапин, Христофор, Стефан, Константин Лакапин, Роман Лакапин, Михаил Лакапин, Роман II | 9 сентября 905, Константинополь — 9 ноября 959, Константинополь           | [ 67 ] |
| Роман I Лакапин греч. Ρωμανός Α΄ Λακαπήνος арм. Ռոմանոս Ա Լակապենոս              | Роман Лакапин                         |                    | 17 декабря 920 — 16 декабря 944 соправитель зятя Константина VII Багрянородного, затем добился назначения соправителями своих 3-х детей и 2-х внуков (называемых Лакапинами) | Тесть и соправитель Константина VII Багрянородного                                                                                    | Константин VII Багрянородный, Христофор, Стефан, Константин, Роман, Михаил                                         | ок. 870, Лакапе, Каппадокия — 15 июня 948, Принцевы острова               | [ 67 ] |
| Христофор греч. Χριστόφορος Λακαπηνός                                            | Христофор Лакапин                     |                    | 20 мая 921 — 14 августа 931 соправитель Константина VII Багрянородного и представителей рода Лакапинов | Представитель рода Лакапинов, сын Романа I Лакапина                                                                                   | Константин VII Багрянородный, Роман I Лакапин, Стефан, Константин Лакапин, Роман Лакапин, Михаил Лакапин           | ум. 14 августа 931                                                        | [ 67 ] |
| Стефан греч. Στέφανος Λακαπηνός                                                  | Стефан Лакапин                        |                    | 25 декабря 924 — 26 января 945 соправитель Константина VII Багрянородного и представителей рода Лакапинов, при этом 16 декабря 944 — 26 января 945 являлся автократором | Представитель рода Лакапинов, сын Романа I Лакапина                                                                                   | Константин VII Багрянородный, Роман I Лакапин, Христофор, Константин Лакапин, Роман Лакапин, Михаил Лакапин        | ум. 18 апреля 963                                                         | [ 67 ] |
| Константин Лакапин греч. Κωνσταντίνος Λακαπηνός                                  | Константин Лакапин                    | Константин Лакапин | 25 декабря 924 — 26 января 945 соправитель Константина VII Багрянородного и представителей рода Лакапинов | Представитель рода Лакапинов, сын Романа I Лакапина                                                                                   | Константин VII Багрянородный, Роман I Лакапин, Христофор, Стефан, Роман Лакапин, Михаил Лакапин                    | ум. 946 или 948                                                           | [ 67 ] |
| Роман Лакапин греч. Ρωμανός Λακαπηνός                                            | Роман Лакапин                         | Роман Лакапин      | 927 — 26 января 945 соправитель Константина VII Багрянородного и представителей рода Лакапинов | Представитель рода Лакапинов, сын Христофора                                                                                          | Константин VII Багрянородный, Роман I Лакапин, Христофор, Стефан, Константин Лакапин, Михаил Лакапин               |                                                                           | [ 67 ] |
| Михаил Лакапин греч. Μιχαήλ Λακαπηνός                                            | Михаил Лакапин                        | Михаил Лакапин     | 14 августа 931 — 26 января 945 соправитель Константина VII Багрянородного и представителей рода Лакапинов | Представитель рода Лакапинов, сын Христофора                                                                                          | Константин VII Багрянородный, Роман I Лакапин, Христофор, Стефан, Константин Лакапин, Роман Лакапин                |                                                                           | [ 67 ] |
| Роман II греч. Ρωμανός Β΄                                                        | Роман                                 |                    | 6 апреля 945 — 9 ноября 959 соправитель отца Константина VII Багрянородного 9 ноября 959 — 15 марта 963 единовластно с 960 сделал соправителем сына Василия II, а с 962 и сына Константина VIII | Сын Константина VII Багрянородного и Елены Лакапин, дочери Романа I Лакапина                                                          | Константин VII Багрянородный, Василий II, Константин VIII                                                          | 938 — 15 марта 963                                                        | [ 67 ] |
| Василий II Болгаробойца греч. Βασίλειος B'                                       | Василий                               |                    | с 960 соправитель отца Романа II, а с 962 и брата Константина VIII 15 марта — 2 июля 963, соправитель брата Константина VIII при регентстве матери Феофано 2 июля 963 — 10 декабря 969 соправитель брата Константина VIII и отчима Никифора II Фоки 10 декабря 969 — 10 января 976 соправитель брата Константина VIII и узурпатора Иоанна I Цимисхия 10 января 976 — 15 декабря 1025 соправитель брата Константина VIII | Старший сын Романа II | Роман II, Константин VIII, регент Феофано, Никифора II Фоки, Иоанн I Цимисхий, Константин VIII                     | 958 — 15 декабря 1025                                                     | [ 68 ] |
| Константин VIII греч. Κωνσταντίνος Η΄                                            | Константин                            |                    | с 962 соправитель отца Романа II и брата Василия II 15 марта — 2 июля 963, соправитель брата Василия II при регентстве матери Феофано 2 июля 963 — 10 декабря 969 соправитель брата Василия II и отчима Никифора II Фоки 10 декабря 969 — 10 января 976 соправитель брата Василия II и узурпатора Иоанна I Цимисхия 10 января 976 — 15 декабря 1025 соправитель брата Василия II 15 декабря 1025 — 15 ноября 1028 единовластно | Младший сын Романа II | Роман II, Василий II, регент Феофано, Никифор II Фока, Иоанн I Цимисхий                                            | 960 — 15 ноября 1028                                                      | [ 67 ] |
| Никифор II Фока греч. Νικηφόρος Β΄ Φωκᾶς                                         | Никифор Фока                          |                    | 2 июля 963 — 10 декабря 969 соправитель пасынков Василия II и Константина VIII, убит в спальне Иоанном I Цимисхием при помощи супруги Феофано | Провозглашён войсками, женился на вдове Романа II Младшего Феофано, которая была регентом своих сыновей Василия II и Константина VIII | Василий II, Константин VIII                                                                                        | ок. 912 — 10 декабря 969, Константинополь                                 | [ 67 ] |
| Иоанн I Цимисхий арм. Գուրգեն греч. Ιωάννης Α΄ Τζιμισκής арм. Հովհաննես Ա Չմշկիկ | Гурген как император — Иоанн Цимисхий |                    | 10 декабря 969 — 10 января 976 соправитель Василия II и Константина VIII, возможно, отравлен | Полководец, принял участие в убийстве Никифора II Фоки                                                                                | Василий II, Константин VIII                                                                                        | ок. 925 — 10 января 976, Константинополь                                  | [ 67 ] |
| Роман III Аргир греч. Ρωμανός Γ΄ Αργυρός                                         | Роман Аргир                           |                    | 15 ноября 1028 — 11 апреля 1034 соправитель супруги Зои, а также, до 1030 её сестры Феодоры, задушен сторонниками Михаила, фаворита Зои | Зять Константина VIII | Зоя, Феодора | 968 — 11 апреля 1034                                                      | [ 67 ] |
| Зоя греч. Ζωή                                                                    | Зоя                                   |                    | 15 ноября 1028 — 11 апреля 1034 соправитель мужа Романа III Аргира, а также, до 1030 сестры Феодоры 11 апреля 1034 — 10 декабря 1041 соправитель мужа Михаила IV Пафлагонского 10 декабря 1041 — 20 апреля 1042 соправитель пасынка Михаила V Калафата 20 апреля — 11 июня 1042 соправитель сестры Феодоры 11 июня 1042 — июнь 1050 соправитель мужа Константина IX Мономаха и сестры Феодоры | Дочь Константина VIII | Роман III Аргир, Феодора, Михаил IV Пафлагонский, Михаил V Калафат, Константин IX Мономах                          | 978 — июнь 1050                                                           | [ 69 ] |
| Феодора греч. Θεοδώρα                                                            | Феодора                               |                    | 15 ноября 1028 — 11 апреля 1030 соправитель сестры Зои и её мужа Романа III Аргира 20 апреля — 11 июня 1042 соправитель сестры Зои 11 июня 1042 — июнь 1050 соправитель сестры Зои и её мужа Константина IX Мономаха июнь 1050 — 11 января 1055 соправитель Константина IX Мономаха, вдовца её сестры Зои 11 января 1055 — 31 августа 1056 единовластно | Дочь Константина VIII | Роман III Аргир, Зоя, Михаил IV Пафлагонский, Михаил V Калафат, Константин IX Мономах                              | 984 — 31 августа 1056, Константинополь                                    | [ 70 ] |
| Михаил IV Пафлагонский греч. Μιχαήλ Δ΄ (ο Παφλαγών)                              | Михаил                                |                    | 11 апреля 1034 — 10 декабря 1041 соправитель супруги Зои, во время болезни принял постриг | Муж Зои | Зоя | 1010, Пафлагония — 10 декабря 1041, Константинополь                       | [ 67 ] |
| Михаил V Калафат греч. Μιχαήλ Ε΄ (ο Καλαφάτης)                                   | Михаил                                |                    | 10 декабря 1041 — 21 апреля 1042 соправитель мачехи Зои, удалил её в монастырь, но свергнут её сторонниками | Племянник Михаила IV Пафлагонского, после его смерти усыновлён вдовой Зоей                                                            | Зоя | 1015, Пафлагония — 24 августа 1042, Константинополь, Студийский монастырь | [ 67 ] |
| Константин IX Мономах греч. Κωνσταντίνος Θ΄ Μονομάχος                            | Константин Мономах                    |                    | 11 июня 1042 — июнь 1050 соправитель супруги Зои и её сестры Феодоры июнь 1050 — 11 января 1055 соправитель Феодоры, сестры покойной супруги Зои | Муж Зои | Зоя, Феодоры | ок. 1000 — 11 января 1055, Константинополь                                | [ 67 ] |
| Михаил VI Стратиотик греч. Μιχαήλ ΣΤ' (ο Στρατιωτικός)                           | Михаил                                |                    | 31 августа 1056 — 31 августа 1057 отрешён Исааком I Комнином | Был выбран в преемники умирающей Феодоре и одобрен ею                                                                                 | | ум. 1059                                                                  | [ 67 ] |
| Исаак I Комнин греч. Ισαάκιος Α΄ Κομνηνός                                        | Исаак Комнин                          |                    | 1 сентября 1057 — 22 ноября 1059 заболел и назначил преемником Константина X Дука | Провозглашён войсками | | ок. 1005 — 31 мая 1061, Константинополь, Студийский монастырь             | [ 67 ] |

### Династия Дук
| Имя                                                 | Имя на русском языке | Портрет | Годы правления | Приход к власти                                                                       | Соправители                                                        | Годы жизни                 | Пр.    |
| --------------------------------------------------- | -------------------- | ------- | --- | ------------------------------------------------------------------------------------- | ------------------------------------------------------------------ | -------------------------- | ------ |
| Константин X Дука греч. Κωνσταντίνος Ι΄ Δούκας      | Константин Дука      |         | 24 ноября 1059 — 22 мая 1067 с 1059 сделал соправителями сыновей Михаила VII Дуку и Константина Дуку | Добился отречения в свою пользу Исаака I Комнина                                      | Михаил VII Дука, Константин Дука                                   | ок. 1006 — 22 мая 1067     | [ 67 ] |
| Михаил VII Дука греч. Μιχαήλ Ζ΄ Δούκας              | Михаил Дука          |         | соправитель: 1059 — 22 мая 1067 отца Константина X Дуки и брата Константина Дуки 22 мая — 31 декабря 1067 брата Константина Дуки при регентстве матери Евдокии Макремболитиссы 31 декабря 1067—1072 Романа IV Диогена и брата Константина Дуки, с 1068 также брата Андроника Дуки 1072 — 14 октября 1077 братьев Константина Дуки и Андроника Дуки 14 октября 1077 — 7 января 1078 брата Константина Дуки, отрекся, затем был рукоположён в эфесские митрополиты | Старший сын и соправитель Константина X Дуки                                          | Константин X Дука, Константин Дука, Роман IV Диоген, Андроник Дука | 1050 — ок. 1090            | [ 67 ] |
| Константин Дука греч. Κωνστάντιος Δούκας            | Константин Дука      |         | соправитель: 1059 — 22 мая 1067 отца Константина X Дуки и брата Михаила VII Дуки 22 мая — 31 декабря 1067 брата Михаила VII Дуки при регентстве матери Евдокии Макремболитиссы 31 декабря 1067—1072 Романа IV Диогена и брата Михаила VII Дуки, с 1068 также брата Андроника Дуки 1072 — 14 октября 1077 братьев Михаила VII Дуки и Андроника Дуки 14 октября 1077 — 7 января 1078 брата Михаила VII Дуки                                                        | 3-й сын и соправитель Константина X Дуки                                              | Константин X Дука, Михаил VII Дука, Роман IV Диоген, Андроник Дука | 1060—1082                  | [ 67 ] |
| Роман IV Диоген греч. Ρωμανός Δ΄ Διογένης           | Роман Дука           |         | соправитель: 31 декабря 1067—1072 Михаила VII Дуки и Константина Дуки с 1068 и их брата Андроника Дуку, который заставил его отречься, а затем умертвил | 2-й муж Евдокии Макремволитиссы, вдовы Константина X Дуки                             | Михаил VII Дука, Константин Дука, Андроник Дука                    | 1030—1072                  | [ 67 ] |
| Андроник Дука греч. Ανδρόνικος Δούκας               | Андроник Дука        |         | соправитель: 1068 — 1069 Романа IV Диогена и брата Михаила VII Дуки 1072 — 14 октября 1077 братьев Михаила VII Дуки и Константина Дуки | Сын Константина X Дуки, выбран в соправители Романом IV Диогеном                      | Роман IV Диоген, Михаил VII Дука, Константин Дука                  | ок. 1057 — 14 октября 1077 | [ 67 ] |
| Никифор III Вотаниат греч. Νικηφόρος Γ' Βοτανειάτης | Никифор Вотаниат     |         | 7 января 1078 — 4 апреля 1081 низложен Алексеем I Комнином | Провозглашён войсками, низложил Михаила VII Дуку, женился на его вдове Марии Аланской |                                                                    | 1002 — 10 декабря 1081     | [ 67 ] |

### Династия Комнинов
| Имя                                                 | Имя на русском языке    | Портрет | Годы правления | Приход к власти | Соправители                                       | Годы жизни                                                          | Пр.    |
| --------------------------------------------------- | ----------------------- | ------- | --- | --- | ------------------------------------------------- | ------------------------------------------------------------------- | ------ |
| Алексей I Комнин греч. Ἀλέξιος Α' Κομνηνός          | Алексей Комнин          |         | 4 апреля 1081 — 15 августа 1118 с 1092 сделал соправителем сына Иоанна II Комнина | Отрешил Никифора III Вотаниата                                                                                             | Иоанн II Комнин                                   | 1056 — 15 августа 1118, Константинополь                             | [ 67 ] |
| Иоанн II Комнин греч. Ίωάννης Β΄ Κομνηνός (o Καλός) | Иоанн Комнин (Хороший)  |         | 1092 — 15 августа 1118 соправитель отца Алексея I Комнина 15 августа 1118—1122 единолично 1122 — лето 1142 сделал соправителем старшего сына Алексея Комнина 1142 — 5 апреля 1143 сделал соправителем младшего сына Мануила I Комнина, погиб на охоте | Сын и соправитель Алексея I Комнина                                                                                        | Алексей I Комнин, Алексей Комнин, Мануил I Комнин | 13 сентября 1087, Константинополь — 8 апреля 1143, Киликия          | [ 71 ] |
| Алексей Комнин греч. Ἀλέξιος Κομνηνός               | Алексей Комнин          |         | 1122 — лето 1142 соправитель отца Иоанна II Комнина, умер от болезни | Старший сын и соправитель Иоанна II Комнина                                                                                | Иоанн II Комнин                                   | февраль 1106 — лето 1142, Атталия                                   | [ 67 ] |
| Мануил I Комнин греч. Μανουήλ Α' Κομνηνός (ο Μέγας) | Мануил Комнин (Великий) |         | 1142 — 5 апреля 1143 соправитель отца Иоанна II Комнина, 5 апреля 1143 — 24 сентября 1180 единолично | Младший сын и соправитель Иоанна II Комнина                                                                                | Иоанн II Комнин                                   | 28 ноября 1118, Константинополь — 24 сентября 1180, Константинополь | [ 72 ] |
| Алексей II Комнин греч. Αλέξιος Β’ Κομνηνός         | Алексей Комнин          |         | 24 сентября 1180 — октябрь 1183 задушен тетивой лука по приказу двоюродного дяди Андроника I Комнина | Сын Мануила I Комнина |                                                   | 14 сентября 1169, Константинополь — октябрь 1183, Константинополь   | [ 73 ] |
| Андроник I Комнин греч. Ανδρόνικος Α’ Κομνηνός      | Андроник Комнин         |         | октябрь 1183 — 12 сентября 1185 растерзан толпой во время переворота Исаака II Ангела | Двоюродный брат Мануила I Комнина, в 1182 отстранил его сына Алексея II Комнина, а после его убийства женился на его вдове |                                                   | 1118 — 12 сентября 1185, Константинополь                            | [ 74 ] |

### Династия Ангелов
Завершающие данный раздел Алексей V Дука и Константин Ласкарис к династии Ангелов не относились, но, приняв власть после её падения, стали переходными фигурами перед захватом крестоносцами Константинополя и временного распада Византийской империи. Константин Ласкарис, как утверждает Никита Хониат, не был официально коронован, в связи с чем некоторые историки не признают его византийским императором.
| Имя                                             | Имя на русском языке | Портрет             | Годы правления | Приход к власти                                                          | Соправители      | Годы жизни                     | Пр.    |
| ----------------------------------------------- | -------------------- | ------------------- | --- | ------------------------------------------------------------------------ | ---------------- | ------------------------------ | ------ |
| Исаак II Ангел греч. Ισαάκιος Β’ Άγγελος        | Исаак Ангел          |                     | 12 сентября 1185—1195 свергнут старшим братом Алексеем III Ангелом и ослеплён 1203 — 28 января 1204 возвращён на престол вместе с сыном Алексеем IV Ангелом (сверг старшего брата Алексея III Ангела), вновь свергнут Алексеем V Дукой | Отрешил и организовал убийство Андроника I Комнина, женился на его вдове | Алексей IV Ангел | сентябрь 1156 — 28 января 1204 | [ 67 ] |
| Алексей III Ангел греч. Αλέξιος Γ' Άγγελος      | Алексей Ангел        |                     | 1195—1203 свергнут младшим братом Исааком II Ангелом, который вернулся на престол | Старший брат Исаака II Ангела, отрешил его от власти                     |                  | 1153—1211                      | [ 67 ] |
| Алексей IV Ангел греч. Αλέξιος Δ' Άγγελος       | Алексей Ангел        |                     | 1203 — 28 января 1204 соправитель отца Исаака II Ангела, вместе с ним свергнут Алексеем V Дукой и впоследствии задушен по его приказу                                                                                                  | Сын и соправитель отца Исаака II Ангела                                  | Исаак II Ангел   | 1183 — 8 февраля 1204          | [ 67 ] |
| Алексей V Дука греч. Ἀλέξιος Δούκας             | Алексей Дука         |                     | 5 февраля — 12 апреля 1204 свергнут и казнён крестоносцами | Низложил Исаака II Ангела и его сына Алексея IV Ангела                   | Алексей IV Ангел | ум. в декабре 1205             | [ 67 ] |
| Константин Ласкарис греч. Κωνσταντίνος Λάσκαρης | Константин Ласкарис  | Константин Ласкарис | 13 апреля 1204 После взятия крестоносцами Константинополя вместе с братом Феодором Ласкарисом бежит в Никею, погиб в бою с Балдуином I, 1-м императором Латинской империи                                                              | Провозглашён в Агия-София после бегства Алексея V Дуки                   |                  | 1170 — 19 марта 1205           | [ 67 ] |

## Государства на территории бывшей Византии, возникшие после 4 крестового похода

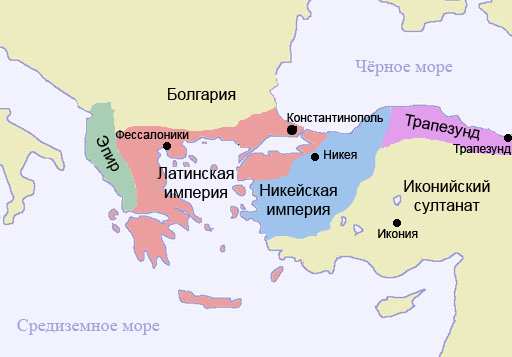
Государства на территории бывшей Византийской империи, возникшие после Четвёртого крестового похода

### Никейская империя
«Никейская империя» (греч. Βασίλειον τῆς Νίκαιας) — государство со столицей в Никее, образовавшееся на территории Малой Азии после захвата Константинополя крестоносцами в 1204 году, просуществовавшее до 1261 года. Никейская империя была крупнейшим из подобных образований, её императоры продолжали считать себя настоящими правителями Византии.

#### Династия Ласкарисов
| Имя                                          | Имя на русском языке | Портрет          | Годы правления                                                                          | Приход к власти            | Соправители       | Годы жизни                                     | Пр.    |
| -------------------------------------------- | -------------------- | ---------------- | --------------------------------------------------------------------------------------- | -------------------------- | ----------------- | ---------------------------------------------- | ------ |
| Феодор I Ласкарис греч. Θεόδωρος Α' Λάσκαρις | Феодор Ласкарис      |                  | (1208) или 1206 — ноябрь 1221 с 1208 до 1212 сделал соправителем сына Николая Ласкариса | Брат Константина Ласкариса | Николай Ласкарис  | ок. 1174, Константинополь — ноябрь 1221, Никея | [ 67 ] |
| Николай Ласкарис греч. Νικόλαος Λάσκαρης     | Николай Ласкарис     | Николай Ласкарис | 1208—1212 соправитель отца Феодора I Ласкариса                                          | Сын Феодора I Ласкариса    | Феодор I Ласкарис | ум. 1212                                       | [ 67 ] |

#### Династия Ватаца
| Имя                                                       | Имя на русском языке | Портрет | Годы правления | Приход к власти                            | Соправители                                     | Годы жизни                              | Пр.    |
| --------------------------------------------------------- | -------------------- | ------- | --- | ------------------------------------------ | ----------------------------------------------- | --------------------------------------- | ------ |
| Иоанн III Дука Ватац греч. Ιωάννης Γ΄ Δούκας Βατάτζης     | Иоанн Дука Ватац     |         | 15 декабря 1221 — 3 ноября 1254 | Зять Феодора I Ласкариса                   |                                                 | 1192, Дидимотика — 3 ноября 1254        | [ 67 ] |
| Феодор II Дука Ласкарис греч. Θεόδωρος Β' Δούκας Λάσκαρης | Феодор Дука Ласкарис |         | 3 ноября 1254 — 16 августа 1258 с 1254 сделал соправителем сына Иоанна IV Дуку Ласкариса | Сын Иоанн III Дуки Ватаца                  | Иоанн IV Дука Ласкарис                          | 1221, Никея — 18 августа 1258, Магнисия | [ 67 ] |
| Иоанн IV Дука Ласкарис греч. Ιωάννης Δ' Δούκας Λάσκαρης   | Иоанн Дука Ласкарис  |         | 1254 — 18 августа 1258 соправитель отца Феодора II Дуки Ласкариса 3 ноября 1254 — 25 декабря 1261 при регентстве (а с 1259 при соправлении) Михаила Палеолога, который его низложил и ослепил | Сын и соправитель Феодор II Дуки Ласкариса | Феодор II Дука Ласкарис, регент Михаил Палеолог | 25 декабря 1250, Дидимотика — ок. 1305  | [ 67 ] |

Последним императором Никейской империи с 1259 года был Михаил VIII Палеолог. Поскольку 15 августа 1261 года, взяв Константинополь, он был вторично коронован как император Византии, чем реставрировал единое государство, то сведения о нём приведены в разделе Империя после 1261 года.

### Латинская империя
«Латинская империя» (греч.Ρωμανία, лат. Imperium Romaniae) — образованное после четвёртого крестового похода, управляемое франками государство со столицей в Константинополе, существовавшее в 1204—1261 годы, ликвидированное при реставрации Византийской империи.

| Имя                                                                                                 | Имя на русском языке                                                                               | Портрет                                                     | Годы правления | Приход к власти | Соправители          | Годы жизни                                    | Пр.    |
| --------------------------------------------------------------------------------------------------- | -------------------------------------------------------------------------------------------------- | ----------------------------------------------------------- | --- | --- | -------------------- | --------------------------------------------- | ------ |
| Бодуэн I Фландрский фр. Baudouin VI de Hainaut фр. Baudouin IX de Flandre фр. Baudouin I de Flandre | граф Эно — Бодуэн VI де Эно, граф Фландрии — Бодуэн IX Фландрский, император — Бодуэн I Фландрский |                                                             | 16 мая 1204 — конец 1205 был пленён 14 апреля 1205 болгарами и умер в заточении | Провозглашён императором образованной Латинской империи                                                              |                      | 1171 — 1205, Тырново                          | [ 75 ] |
| Анри I Фландрский фр. Henri de Hainaut фр. Henri I de Flandre                                       | Анри де Эно, как император — Анри I Фландрский                                                     |                                                             | 20 августа 1206 — 1216 вероятно, отравлен | Брат Бодуэна I Фландрского                                                                                           |                      | ок. 1174 — 1216                               | [ 75 ] |
| Пьер де Куртене фр. Pierre de Courtenay                                                             | Пьер де Куртене                                                                                    |                                                             | 1216—1217 взят в плен в войне с Эпирским деспотатом | Муж сестры Бодуэна I Фландрского и Анри I Фландрского                                                                |                      | ок. 1180 — 1219                               | [ 75 ] |
| Иоланда де Куртене фр. Yolande de Hainaut фр. Yolande de Courtenay                                  | Иоланда де Эно после замужества в 1093 — Иоланда де Куртене                                        | Иоланда де Эно после замужества в 1093 — Иоланда де Куртене | 1217—1219 | Жена Пьера де Куртене, а также сестра Бодуэна I Фландрского и Анри I Фландрского, правила за пропавшего в плену мужа |                      | ок. 1175 — 1219, Константинополь              | [ 75 ] |
| Робер де Куртене фр. Robert de Courtenay                                                            | Робер де Куртене                                                                                   |                                                             | 1219—1228 (коронован 25 марта 1221, до этого фактическим правителем был рыцарь Конон де Безан), бежал из столицы, спасаясь от подданных                                                             | Сын Пьера де Куртене и Иоланды де Куртене, после избрания добирался из Франции 2 года                                |                      | 1201 — 1228, Морея                            | [ 75 ] |
| Бодуэн II де Куртене фр. Baudouin II de Courtenay                                                   | Бодуэн де Куртене                                                                                  | Бодуэн де Куртене                                           | 1228—1261 (коронован в 1231, до 22 марта 1237 с императором-регентом Жаном де Бриенном, после взятия Михаилом VIII Палеологом Константинополя бежал в Италию, где оставался номинальным императором | Сын Пьера де Куртене и Иоланды де Куртене, младший брат Робера де Куртене                                            | Жан де Бриенн        | 1217, Константинополь — октябрь 1273, Неаполь | [ 75 ] |
| Жан де Бриенн фр. Jean de Brienne                                                                   | Жан де Бриенн                                                                                      |                                                             | 1228—1237 император-регент Бодуэна II де Куртене | Император-регент Бодуэна II де Куртене                                                                               | Бодуэн II де Куртене | 1170 — 22 марта 1237                          | [ 75 ] |

### Трапезундская империя(до 1282 года)
«Трапезундская империя» (греч.Αυτοκρατορία της Τραπεζούντας) — греческое государство со столицей в Трапезунде, образовавшееся в 1204 году на анатолийском побережье Чёрного моря в результате обособления восточных византийских провинций после захвата Константинополя крестоносцами. Утвердившаяся в ней династия Великих Комнинов правила империей в течение двух с половиной веков.

Только Иоанн II Великий Комнин, женившись на дочери византийского императора Михаила VIII Палеолога, отказался от претензий на константинопольский престол и сложил с себя в 1282 году титул «императора ромеев». С тех пор правители империи до её исчезновения в 1461 году носили титул «императора Востока, Иверии и Ператии».

| Имя                                                                  | Имя на русском языке    | Портрет                 | Годы правления | Приход к власти | Соправители | Годы жизни                                                                          | Пр.    |
| -------------------------------------------------------------------- | ----------------------- | ----------------------- | --- | --- | ----------- | ----------------------------------------------------------------------------------- | ------ |
| Алексей I Великий Комнин греч. Αλέξιος Α΄ Μέγας Κομνηνός             | Алексей Мега Комнин     | Алексей Мега Комнин     | апрель 1204 — 1 февраля 1222 | Основатель династии Великих Комнинов                                                                                 |             | 1181, Константинополь — 1 февраля 1222, Трапезунд                                   | [ 76 ] |
| Андроник I Гид греч. Ανδρόνικος Α΄ Γίδος                             | Андроник Гид            | Андроник Гид            | 1 февраля 1222 — 1235 | Зять Алексея I Великого Комнина                                                                                      |             | ум. 1235, Трапезунд                                                                 | [ 76 ] |
| Иоанн I Аксух Великий Комнин греч. Ιωάννης Α΄ Αξούχος Μέγας Κομνηνός | Иоанн Аксух Мега Комнин | Иоанн Аксух Мега Комнин | 1235—1238 | Первый сын Алексея I Великого Комнина                                                                                |             | ум. 1238, Трапезунд                                                                 | [ 76 ] |
| Мануил I Великий Комнин греч. Μανουήλ Α΄ Μέγας Κομνηνός              | Мануил Мега Комнин      |                         | 1238 — март 1263 | Второй сын Алексея I Великого Комнина                                                                                |             | 1218, Трапезунд — март 1263, Трапезунд                                              | [ 76 ] |
| Андроник II Великий Комнин греч. Ανδρόνικος Β΄ Μέγας Κομνηνός        | Андроник Мега Комнин    | Андроник Мега Комнин    | март 1263 — 1266 | 1-й сын Мануила I Великого Комнина                                                                                   |             | 1236, Трапезунд — 1266, Трапезунд                                                   | [ 76 ] |
| Георгий Великий Комнин греч. Γεώργιος Μέγας Κομνηνός                 | Георгий Мега Комнин     | Георгий Мега Комнин     | 1266—1280 лишён власти и заточён в темницу монголами | 2-й сын Мануила I Великого Комнина                                                                                   |             | 1255, Трапезунд — после 1284                                                        | [ 76 ] |
| Иоанн II Великий Комнин греч. Ιωάννης Β΄ Μέγας Κομνηνός              | Иоанн Мега Комнин       | Иоанн Мега Комнин       | 1280—1284 в 1283 отказался от титула императора ромеев, лишён власти царём Имерети Давитом VI Нарином в пользу его жены Феодоры Великой Комнины (являвшейся сестрой Иоанна II Великого Комнина) 1285 — 16 августа 1297 вернул трон, свергнув сестру | 3-й сын Мануила I Великого Комнина, вступил на престол после лишения монголами власти брата Георгия Великого Комнина |             | 1262 или 1263, Трапезунд — 16 августа 1297, крепость Лиминия, Трапезундская империя | [ 76 ] |

### Эпирское царство(до 1318 года)
«Эпирское царство» (греч. Δεσποτάτο της Ηπείρου) — средневековое греческое государство, образовавшееся на землях бывшей Византийской империи. Являлось осколком Византийской империи, наряду с Никейской и Трапезундской империями.
По-настоящему греческим государство было в 1205—1318 годах, когда правила византийская династия Дук, конкурировавшая с другим греческим государством (Никейской империей) за право восстановить Византию и занять её столицу — город Константинополь.
После 1318 года власть в Эпире переходит в руки итальянской династии Орсини, затем сербам, французам, итальянцам, а к 1479 году практически на всей территории Эпира (за исключением нескольких прибрежных венецианских городов) устанавливается власть Османской империи.
| Имя                                                      | Имя на русском языке | Портрет             | Годы правления                                                        | Приход к власти              | Соправители                | Годы жизни      | Пр.    |
| -------------------------------------------------------- | -------------------- | ------------------- | --------------------------------------------------------------------- | ---------------------------- | -------------------------- | --------------- | ------ |
| Михаил I Комнин Дука греч. Μιχαήλ Κομνηνός Δούκας        | Михаил Комнин Дука   | Михаил Комнин Дука  | 1205—1215                                                             | Основатель Эпирского царства |                            | ум. 1215        | [ 76 ] |
| Феодор Комнин Дука греч. Θεόδωρος Κομνηνός Δούκας        | Феодор Комнин Дука   |                     | 1215—1230                                                             | Брат Михаила I Комнина Дуки  |                            | ум. 1253        | [ 76 ] |
| Мануил Комнин Дука греч. Μανουήλ Κομνηνός Δούκας         | Мануил Комнин Дука   |                     | 1230—1231                                                             | Брат Михаила I Комнина Дуки  |                            | ум. 1241        | [ 77 ] |
| Михаил II Комнин Дука греч. Μιχαήλ Β΄ Κομνηνός Δούκας    | Михаил Комнин Дука   |                     | 1231—1267                                                             | Сын Михаила I Комнина Дуки   |                            | ум. ок. 1266    | [ 76 ] |
| Никифор I Комнин Дука греч. Νικηφόρος Α΄ Κομνηνός Δούκας | Никифор Комнин Дука  | Никифор Комнин Дука | 1267—1297                                                             | Сын Михаила II Комнина Дуки  |                            | ок. 1240 — 1297 | [ 76 ] |
| Фома I Комнин Дука греч. Θωμάς Α΄ Κομνηνός Δούκας        | Фома Комнин Дука     | Фома Комнин Дука    | 1297—1318 В 1318 году власть в Эпире захватил итальянский род Орсини. | Сын Никифора I Комнина Дуки  | Анна Кантакузина 1297—1313 | 1285—1318       | [ 76 ] |

## Империя после 1261 года

### Династии Палеологов и Кантакузинов
Представители династии Кантакузинов выделены в таблице желтоватым фоном.
| Имя                                                                                               | Имя на русском языке                                                  | Портрет                | Годы правления | Приход к власти                                                       | Соправители                                                                                          | Годы жизни                                                     | Пр.    |
| ------------------------------------------------------------------------------------------------- | --------------------------------------------------------------------- | ---------------------- | --- | --------------------------------------------------------------------- | --- | -------------------------------------------------------------- | ------ |
| Михаил VIII Палеолог греч. Μιχαήλ Δούκας Άγγελος Κομνηνός Παλαιολόγος греч. Μιχαήλ Η' Παλαιολόγος | Михаил Дука Ангел Комин Палеолог как император — Михаил VIII Палеолог |                        | 1 января 1259 — 25 декабря 1261 соправитель императора Никейской империи Иоанна IV Дуки Ласкариса (15 августа 1261 года вторично короновался в Константинополе) 25 декабря 1261 — 11 декабря 1282 император восстановленной Византийской империи, с 1261 сделал соправителем сына Андроника II Палеолога, а с 1281 и внука Михаила IX Палеолога | Занял Константинополь, отрешил и ослепил Иоанна IV Дуку Ласкариса     | Иоанн IV Дука Ласкарис, Андроник II Палеолог, Михаил IX Палеолог                                     | 1224 или 1225 — 11 декабря 1282, Фракия                        | [ 67 ] |
| Андроник II Палеолог греч. Ανδρόνικος Β' Παλαιολόγος (ο Γέρος)                                    | Андроник Палеолог (Старший)                                           |                        | 1261 — 11 декабря 1282 соправитель отца Михаила VIII Палеолога, а с 1281 и сына Михаила IX Палеолога (в 1272 был коронован) 11 декабря 1282 — 12 октября 1320 соправитель сына Михаила IX Палеолога 12 октября 1320 — май 1328 единолично, но с 1325 сделал соправителем внука Андроника III Палеолога; отрёкся в его пользу и ушёл в монастырь | Сын и соправитель Михаила VIII Палеолога                              | Михаил VIII Палеолог, Михаил IX Палеолог, Андроник III Палеолог                                      | 25 марта 1259, Никея — 13 февраля 1332, Константинополь        | [ 67 ] |
| Михаил IX Палеолог греч. Μιχαήλ Θ' Παλαιολόγος                                                    | Михаил Палеолог                                                       |                        | с 1281 соправитель деда Михаила VIII Палеолога и отца Андроника II Палеолога 11 декабря 1282 — 12 октября 1320 соправитель отца Андроника II Палеолога (в 1294 был коронован) | Соправитель деда Михаила VIII Палеолога и отца Андроника II Палеолога | Михаил IX Палеолог, Андроник II Палеолог                                                             | 17 апреля 1277 — 12 октября 1320, Фессалоника                  | [ 67 ] |
| Андроник III Палеолог греч. Ανδρόνικος Γ' Παλαιολόγος (ο Νέος)                                    | Андроник Палеолог (Младший)                                           |                        | с 1325 соправитель деда Андроника II Палеолога май 1328 — 15 июня 1341 единолично | Внук и соправитель Андроника II Палеолога                             | Андроник II Палеолог                                                                                 | 25 марта 1297, Константинополь — 15 июня 1341, Константинополь | [ 67 ] |
| Иоанн V Палеолог греч. Ιωάννης Ε' Παλαιολόγος                                                     | Иоанн Палеолог                                                        |                        | 15 июня — 26 октября 1341 единолично, под опекой 26 октября 1341 — 2 февраля 1347 гражданская война с Иоанном VI Кантакузином 2 февраля 1347 — 10 декабря 1354 соправитель Иоанна VI Кантакузина, а с апреля 1353 и его сына Матфея Кантакузина, с начала 1350-х сделал соправителем сына Андроника IV Палеолога 10 декабря 1354 — декабрь 1357 соправитель Матфея Кантакузина и сына Андроника IV Палеолога декабрь 1357 — 1376 соправитель сына Андроника IV Палеолога, с 1373 сделал соправителем и второго сына Мануила II Палеолога, 1376—1379 отстранён сыном Андроником IV Палеологом и посажен в тюрьму, при этом с 1377 соправителем был объявлен и внук Иоанн VIII Палеолог 1379 — 28 июня 1385 соправитель сыновей Андроника IV Палеолога и Мануила II Палеолога и внука Иоанна VIII Палеолога 28 июня 1385 — 14 апреля 1390 соправитель сына Мануила II Палеолога и внука Иоанна VIII Палеолога, на несколько месяцев отстранён внуком Иоанном VIII Палеологом 1390 — 16 февраля 1391 соправитель сына Мануила II Палеолога и внука Иоанна VIII Палеолога | Сын Андроника III Палеолога                                           | Иоанн V Палеолог, Матфей Кантакузин, Андроник IV Палеолог                                            | 18 июня 1332, Дидимотика — 16 февраля 1391, Константинополь    | [ 67 ] |
| Иоанн VI Кантакузин греч. Ιωάννης ΣΤ΄ Καντακουζηνός                                               | Иоанн Кантакузин                                                      |                        | 26 октября 1341 — 2 февраля 1347 гражданская война с Иоанном V Палеологом 2 февраля 1347 — 10 декабря 1354 соправитель Иоанна V Палеолога, а с начала 1350-х и его сына Андроника IV Палеолога с апреля 1353 сделал соправителем сына Матфея Кантакузина, после отречения ушёл в монастырь | Пришёл в результате гражданской войны с Иоанном V Палеологом          | Иоанн V Палеолог, Матфей Кантакузин, Андроник IV Палеолог                                            | ок. 1293, Константинополь — 15 июня 1383, Мистра               | [ 67 ] |
| Андроник IV Палеолог греч. Ανδρόνικος Δ' Παλαιολόγος                                              | Андроник Палеолог                                                     |                        | с начала 1350-х соправитель отца Иоанна V Палеолога, а также Иоанна VI Кантакузина и его сына Матфея Кантакузина, а с 1373 и соправитель брата Мануила II Палеолога, 1376—1379 отстранил и посадил в тюрьму отца Иоанна V Палеолога, при этом с 1377 сделал соправителем сына Иоанна VIII Палеолога 1379 — 28 июня 1385 отстранён отцом, но оставался его соправителем | Сын и соправитель Иоанна V Палеолога                                  | Иоанн V Палеолог, Иоанн VI Кантакузин, Матфей Кантакузин, Мануил II Палеолог, Иоанн VIII Палеолог    | ок. 1293, Константинополь — 28 июня 1385, Мистра               | [ 67 ] |
| Матфей Кантакузин греч. Ματθαίος Ασάνης Καντακουζηνός                                             | Матфей Азан Кантакузин                                                | Матфей Азан Кантакузин | апрель 1353 — декабрь 1357 соправитель отца Иоанна VI Кантакузина, Иоанна V Палеолога и его сына Андроника IV Палеолога | Сын и соправитель Иоанна VI Кантакузина                               | Иоанн V Палеолог, Иоанн VI Кантакузин, Андроник IV Палеолог                                          | ок. 1325 — 1383, Морея                                         | [ 67 ] |
| Мануил II Палеолог греч. Μανουήλ Β΄ Παλαιολόγος                                                   | Мануил Палеолог                                                       |                        | 1373 — 16 февраля 1391 соправитель отца Иоанна V Палеолога и (до 28 июня 1385) брата Андроника IV Палеолога, а с 1377 и племянника Иоанна VII Палеолога 16 февраля 1391 — 22 сентября 1408 соправитель племянника Иоанна VII Палеолога, а в 1403—1407 и его сына Андроника V Палеолога 22 сентября 1408 — 21 июля 1425 единовластно, но с 1421 сделал соправителем сына Иоанна VIII Палеолога | Сын и соправитель Иоанна V Палеолога                                  | Иоанн V Палеолог, Андроник IV Палеолог, Иоанн VII Палеолог, Андроник V Палеолог, Иоанн VIII Палеолог | 1350, Константинополь — 21 июля 1425, Мистра                   | [ 67 ] |
| Иоанн VII Палеолог греч. Ιωάννης Ζ' Παλαιολόγος                                                   | Иоанн Палеолог                                                        | Иоанн Палеолог         | 1377 — 14 апреля 1390 соправитель деда Иоанна V Палеолога, отца Андроника IV Палеолога (до 28 июня 1385) и дяди Мануила II Палеолога с 14 апреля 1390 на несколько месяцев отстранил иных лиц от власти 1390 — 22 сентября 1408 соправитель деда Иоанна V Палеолога (до 16 февраля 1391) и дяди Мануила II Палеолога, а в 1403—1407 и сына Андроника V Палеолога | Сын и соправитель Андроника IV Палеолога                              | Иоанн V Палеолог, Андроник IV Палеолог, Мануил II Палеолог, Андроник V Палеолог                      | ок. 1370 — 22 сентября 1408                                    | [ 67 ] |
| Андроник V Палеолог греч. Ανδρόνικος Ε 'Παλαιολόγος                                               | Андроник Палеолог                                                     | Андроник Палеолог      | 1403—1407 соправитель отца Иоанна VII Палеолога и двоюродного деда Мануила II Палеолога | Сын и соправитель Иоанна VII Палеолога                                | Мануил II Палеолог, Иоанн VII Палеолог                                                               | 1400—1407                                                      | [ 67 ] |
| Иоанн VIII Палеолог греч. Ιωάννης Η' Παλαιολόγος                                                  | Иоанн Палеолог                                                        |                        | с 1421 соправитель отца Мануила II Палеолога 21 июля 1425 — 31 октября 1448 единолично | Сын и соправитель Мануила II Палеолога                                | Мануил II Палеолог                                                                                   | 1392 — 31 октября 1448                                         | [ 67 ] |
| Константин XI Драгаш греч. Κωνσταντίνος ΙΑ' Παλαιολόγος Δραγάσης                                  | Константин Палеолог Драгаш                                            |                        | 6 января 1449 — 29 мая 1453 погиб при обороне Константинополя | Сын Мануила II Палеолога, младший брат Иоанна VIII Палеолога          | | 8 февраля 1405 — 29 мая 1453, Константинополь                  | [ 67 ] |

## Титулярные императоры (Палеологи) (деспоты Мореи)
После падения Константинополя ещё несколько представителей династии Палеологов носили титул императоров, хотя, владея лишь Мореей, фактически ими уже не являлись.
| Имя                                           | Имя на русском языке | Портрет          | Годы номинального «правления» | Приход к «власти»                                                               | Соправители | Годы жизни             | Пр.    |
| --------------------------------------------- | -------------------- | ---------------- | ----------------------------- | ------------------------------------------------------------------------------- | ----------- | ---------------------- | ------ |
| Димитрий Палеолог греч. Δημήτριος Παλαιολόγος | Дмитрий Палеолог     | Дмитрий Палеолог | 1453—1460                     | Сын Мануила II Палеолога, брат Иоанна VIII Палеолога и Константина XI Палеолога |             | ок. 1407 — 1470        | [ 78 ] |
| Фома Палеолог греч. Θωμάς Παλαιολόγος         | Фома Палеолог        |                  | 1453 — 12 мая 1465            | Сын Мануила II Палеолога, брат Иоанна VIII Палеолога и Константина XI Палеолога |             | ок. 1409 — 12 мая 1465 | [ 78 ] |
| Андрей Палеолог греч. Ανδρέας Παλαιολόγος     | Андрей Палеолог      | Андрей Палеолог  | 12 мая 1465 — 1494            | Сын Фомы Палеолога                                                              |             | ок. 1453 — 1502        | [ 78 ] |

## Генеалогическая схема

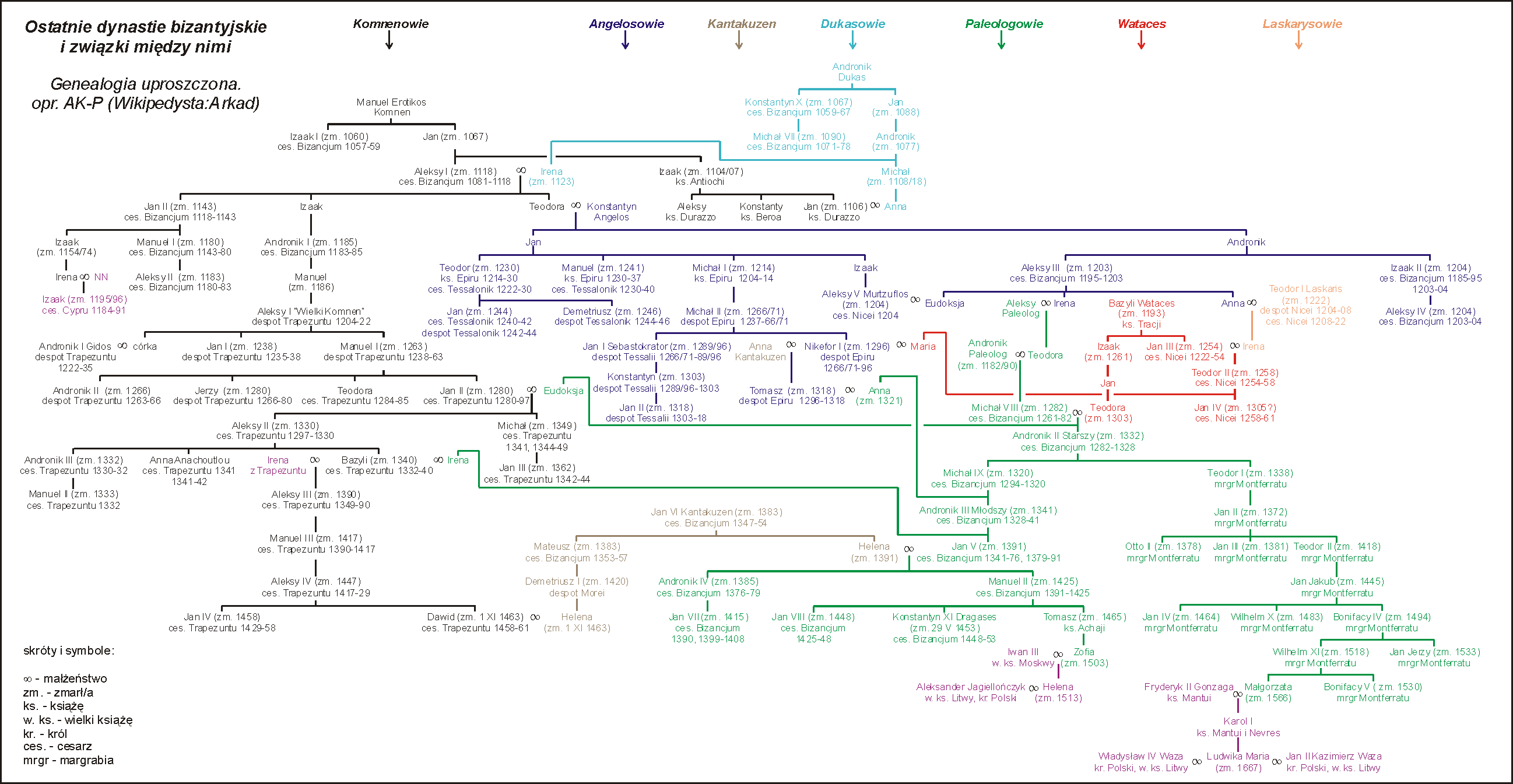